# 南布蘭奇鎮區 (明尼蘇達州沃通旺縣)
南布蘭奇鎮區（英語：South Branch Township）是位於美國明尼蘇達州沃通旺縣的一個行政鎮區。

## 地方資料
南布蘭奇鎮區的面積為101.18平方千米，皆為陸地。根據2020年美國人口普查的數據，當地共有人口283人，而人口密度為每平方千米2.8人。